# Station Kirkby-in-Ashfield
Kirkby-in-Ashfield is een spoorwegstation van National Rail in Ashfield in Engeland. Het station is eigendom van Network Rail en wordt beheerd door East Midlands Railway. 